# Меккерстук
Меккерстук — хутор в Крымском районе Краснодарского края Российской Федерации.
Входит в состав Молдаванского сельского поселения.

## География
Расположен в северо-западной части района, на региональной автодороге 03Н-284, примерно в 100 метрах к северу-востоку от посёлка Первенец.

### Улицы
- пер. Майский,
- пер. Южный,
- ул. Айвазовского,
- ул. Гагарина,
- ул. Гвардейская,
- ул. Короткая,
- ул. Лазурная.

## История
Весной 1928 года из Молдаванского земельного надела были выделены участки, на которых были построены хутора: Бундуки, Адамовский, Федосьев, Верхний и Нижний Меккрестук, Верхний и Нижний Дессирим, Первомайский, Красный и села Новокрымское и Русское.
В 1930-е после присоединения к Молдаванскому сельскому Совету х. Меккерстук и Диссерим колхоз им. Фрунзе состоял из 14 производственных бригад.
В августе 1942 года местность оккупирована фашистами

## Население
| 1999 | 2002 | 2010 |
| ---- | ---- | ---- |
| 220  | ↘199 | ↗219 |

### Национальный и гендерный состав
Согласно результатам переписи 2002 года, в национальной структуре населения русские составляли 50 %, турки 30 % от общей численности в 199 чел., из них 95 мужчин, 104 женщины.

## Инфраструктура
Личное подсобное хозяйство с зоной сельскохозяйственного использования, индивидуальная застройка усадебного типа.
Действуют электросети, водопровод, газопровод низкого давления

## Транспорт
Автобусное сообщение с райцентром. Остановка общественного транспорта «Хутор Меккерстук».